# Aigle Noir AC
Aigle Noir Athlétic Club (pronúncia em francês: [ɛɡl nwaʁ], English: Black Eagle) é um clube profissional de futebol haitiano sediado em  Porto Príncipe, capital do Haiti. É um dos maiores campeões nacionais conquistando quatro edições do Campeonato Haitiano. Fundado em 27 de junho de 1951, tem como patrocinio a Digicel Group Haiti . Seu estádio de mando é o Stade Sylvio Cator com capacidade para 10.500 espectadores, mas devido a tragedia do terremoto de 2010, o estádio serviu  como base de refugiados e passou anos depois, como mando de quase todas as equipes do campeonato. 

## Títulos

### Nacionais
- Campeonato Haitiano: 4

(1958, 1955, 1970,  e 2006).
- Copa do Haiti - Coupe d'Haïti: 1vezes

(1960).